# マルコム・グラッドウェル
マルコム・グラッドウェル（Malcolm Gladwell、1963年9月3日 - ）はカナダのジャーナリスト、作家、司会者である。

## 経歴
1963年9月3日、イギリス・ハンプシャー州フェアハムで生まれる。父は白人の数学者、母はジャマイカ系のセラピストであった。グラッドウェル一家はカナダのオンタリオ州に移住。1984年にトロント大学トリニティ・カレッジで歴史学の学士号を取得した。
1987年から1996年まで『ワシントン・ポスト』紙でビジネス・サイエンス分野の記者を務め、その後1993年から1996年まで同紙のニューヨーク支局長を務めた。1996年より『ザ・ニューヨーカー』誌のスタッフライターを務めている。2001年には、発明家[[:en:Ron Popeil{ロン・ポピール]]を紹介した記事『The Pitchman』でNational Magazine Awardを受賞した。流行の拡がり方を考察した『ティッピング・ポイント』はベストセラーになる。
2010年10月に、グリーンズボロ座り込み等を題材にした『Twitterは革命を起こせるか？(原題:Small change)』が話題になり、翌年に邦訳され『クーリエ・ジャポン』に掲載された。
2011年5月26日にカナダの国民に与えられる最高位級の栄典の一つであるカナダ勲章（C.M.）を叙勲された。

## 著作
- 『ティッピング・ポイント』（飛鳥新社）（『急に売れ始めるにはワケがある』に改題されてソフトバンク文庫より再刊）
- 『天才！』(勝間和代・訳)
- 『THE NEW YORKER傑作選1 ケチャップの謎 世界を変えた“ちょっとした発想”』マルコム・グラッドウェル著、勝間和代訳、講談社、2010年。
- 『THE NEW YORKER傑作選2 失敗の技術 人生が思惑通りにいかない理由』マルコム・グラッドウェル著、勝間和代訳、講談社、2010年。
- 『THE NEW YORKER傑作選3 採用は2秒で決まる！ 直感はどこまでアテになるか？』マルコム・グラッドウェル著、勝間和代訳、講談社、2010年。
- 『犬は何を見たのか THE NEW YORKER傑作選』マルコム・グラッドウェル著、勝間和代訳、講談社、2014年。
- 『Revenge of the Tipping Point』（2024年） – オピオイド危機や医療詐欺などのダークなテーマを掘り下げている[7]。